# Beatles for Sale
Beatles for Sale var The Beatles' fjerde album. Det udkom 4. december 1964.
Albummet røg som de foregående Beatles-plader til tops på charting-listen.
På forsidecoveret ser man et dystert fotografi af de fire beatler, der står i sorte lange frakker, på en (tilsyneladende) kold dag. Alle fire kigger stift, direkte ind i kameralinsen, og der er ingen der lægger an til et lille smil på læben. De ser bedrøvede og trætte ud.

## Spor
Alle sange skrevet og komponeret af John Lennon og Paul McCartney, medmindre andet fremgår. 
| 1. | "No Reply"                                                                       | Lennon              | 2:15 |
| 2. | "I'm a Loser"                                                                    | Lennon              | 2:31 |
| 3. | "Baby's in Black"                                                                | Lennon og McCartney | 2:02 |
| 4. | "Rock and Roll Music" (Chuck Berry)                                              | Lennon              | 2:32 |
| 5. | "I'll Follow the Sun"                                                            | McCartney           | 1:46 |
| 6. | "Mr. Moonlight" (Roy Lee Johnson)                                                | Lennon              | 2:33 |
| 7. | "Kansas City/Hey, Hey, Hey, Hey" (Jerry Leiber, Mike Stoller & Richard Penniman) | McCartney           | 2:33 |

| 1. | "Eight Days a Week"                               | Lennon og McCartney  | 2:44 |
| 2. | "Words of Love" (Buddy Holly)                     | McCartney and Lennon | 2:12 |
| 3. | "Honey Don't" (Carl Perkins)                      | Starr                | 2:55 |
| 4. | "Every Little Thing"                              | Lennon and McCartney | 2:01 |
| 5. | "I Don't Want to Spoil the Party"                 | Lennon and McCartney | 2:33 |
| 6. | "What You're Doing"                               | McCartney            | 2:30 |
| 7. | "Everybody's Trying to Be My Baby" (Carl Perkins) | Harrison             | 2:23 |